# Ludwig Wülker
Ludwig Wülker (auch: Ludwig Philipp Wülker und Philipp Ludwig Wülker sowie Ludwig Wuelker und Varianten; * 3. Februar 1881 in Leipzig; † 23. August 1953 in Hannover) war ein deutscher Pädagoge, Schulleiter, Geschichtslehrer, Sachbuchautor und Herausgeber insbesondere zur Geschichte Deutschlands.

## Leben

### Familie
Ludwig Philipp Wülker wurde in der Gründerzeit des Deutschen Kaiserreichs im Jahr 1881 in Leipzig geboren, neben seinen beiden Geschwistern Margarethe Adelheid (* 10. August 1883 in Leipzig; † 17. August 1948 in Königstein im Taunus) und dem späteren Zoologen Gerhard Konrad Wülker als eines von drei Kindern des Anglisten Richard Paul Wülker und der Gertrud Amalie Luise, geborene Lange (* 17. März 1860; † 19. Juni 1945), Tochter des Altphilologen Christian Conrad Ludwig Lange (1825–1885) und der Auguste Adelheid, Tochter des Wilhelm Hermann Blume (1795–1869) und der Luise Emilie Renate, geborene Wuttig.
Wülker heiratete Therese Eugenie Anna, geborene Kohlrausch (* 7. März 1885; † 26. Februar 1970 in Hannover). Das Paar hatte die Kinder Hilde-Luise Dorothee Gertrud, verheiratete Nothdurft, Heinz Richard Ernst Wülker sowie Gisela Therese Germania Wülker.
Ludwig Wülkers Sohn Heinz (* 24. Dezember 1910 in Hannover; gefallen als Oberstleutnant der Reserve am 1. April 1943 in Gotha) wurde Naturwissenschaftler und Bevölkerungspolitiker. Dieser heiratete 1937 die Sozialwissenschaftlerin und spätere Staatssekretärin Gabriele Weymann (1911–2001), mit der er – mitten im Zweiten Weltkrieg – über die Bevölkerungsbiologie der Dörfer Hainholz, Vahrenwald und List (Hannover) forschte und in der Schriftenreihe Bäuerliche Lebensgemeinschaft publizierte.

### Werdegang
Nach seinem Schulbesuch studierte der evangelische Wülker in seiner Geburtsstadt an der Universität Leipzig, an der er 1903 zum Dr. phil. promovierte.
Mitten im Ersten Weltkrieg übernahm Wülker 1917 in Hannover die Aufgabe des Direktors sowohl der Höheren Mädchenschule I als auch der dortigen Lehrerinnen-Bildungsanstalt.
Zu Beginn der Weimarer Republik wurde Ludwig Wülker 1921 als Oberstudienrat an der Sophienschule tätig, übernahm ab demselben Jahr in der Nachfolge des in den Ruhestand getretenen Hermann Schmidt und bis hinein in die Zeit des Nationalsozialismus im Jahr 1937 die Leitung der Schule als deren Direktor, bevor er – zwangsweise – in den vorzeitigen Ruhestand versetzt wurde.
Schon zuvor hatte der Oberstudiendirektor, der auch noch nach seiner Pensionierung „sorgfältig Buch geführt [hatte] über die Absolventen der [Sophien-]Schule“, bereits in der Hochzeit der Deutschen Hyperinflation am 16. Februar 1923 den Ehemaligenbund der Sophienschule gegründet und ab Januar 1925 die Sophien-Schulgrüße herausgegeben.

## Schriften (Auswahl)
- Ludwig Wülker: Wilhelm Raabe's „Hungerpastor“, ein maurerisches Vorbild, in: Zirkelcorrespondenz der Grossen Landesloge der Freimaurer von Deutschland, XLIII. [43.] Jhg. 1914 [kmpl., 20 Nummern in 18 Heften], nicht im Buchhandel erschienen
- Richard Froning, Ludwig Wülker: Lehrbuch der Geschichte für Lyzeen, 4 Hefte, 5 Auflagen, Leipzig; Frankfurt am Main: Kesselring, 1914–1921
  - Neubearbeitung von Annemarie Egersdorff, Alfred Maurer und Ludwig Wülfing, Leipzig; Frankfurt am Main: Kesselringsche Hofbuchhandlung, 1924
  - Annemarie Egersdorff, Alfred Maurer und Ludwig Wülfing: Lehrbuch der Geschichte für die Oberstufe höherer Lehranstalten, Frankfurt am Main: Kesselringsche Hofbuchhandlung, 1926
- Festschrift der Sophienschule (Lyzeum III und realgymnasiale Studien-Anstalt) in Hannover zum 23. April 1925. 1900-1925, Hannover: Gebrüder Jänecke, 1925
- Quellenstücke zum Werdegang der deutschen Einheit (= Velhagen & Klasings deutsche Lesebogen, Nr. 19), ausgewählt und erläutert von Ludwig Wülker, in Frakturschrift, Bielefeld: Velhagen & Klasing, 1926
  - elektronische Reproduktion unter Wahrnehmung der Rechte durch die VG Wort (§ 51 VGG), Leipzig; Frankfurt am Main: Deutsche Nationalbibliothek, 2016: Digitalisat
- Der Weltkrieg im Spiegel der zeitgenössischen Erinnerungen. Ausgewählt, zusammengestellt und erläutert von Ludwig Wülker (= Velhagen & Klasings Sammlung deutscher Ausgaben, Bd. 226), 1927 [Ausgabe 1926]
- Geschichte der Loge „zur Ceder“ 1777 bis 1927, Unter Benutzg der Chroniken des Br. Hermann Müller und Julian Treumann, Hannover: Jänecke, 1927
- Paul Achatius Pfizer (Verfasser): Briefwechsel zweier Deutschen (= Velhagen & Klasings deutsche Lesebogen, Nr. 104), ausgewählt und erläutert von Ludwig Wülker, Bielefeld: Velhagen & Klasing, 1928
  - elektronische Reproduktion unter Wahrnehmung der Rechte durch die VG WORT (§ 51 VGG), Leipzig; Frankfurt am Main: Deutsche Nationalbibliothek, 2016; Digitalisat
- Napoleon (Teubners Quellensammlung für den Geschichtsunterricht, 2. Reihe, Nr. 69 [a]), Leipzig: B. G. Teubner, 1929
- Adolf Bär (Hrsg.): Methodisches Handbuch der deutschen Geschichte, Teil 9, 3. Bd.: Die innenpolitische Geschichte Deutschlands 1890-1919, bearbeitet von Ludwig Wülker, [Dresden]: [Ehlermann], 1931; Inhaltsverzeichnis
- Ludwig Wülker, Fritz Heiligenstaedt: Hannoverscher Schulführer. Wegweiser durch die Volks-, Berufs-, höheren, mittleren und  Fachschulen in der Stadt Hannover, 2. Auflage, Hannover: Verlag Theodor Schulze’s Buchhandlung, [1932]
- Die Hannoverschen Friedhöfe im Wandel der Geschichte, in: Hannoversche Geschichtsblätter, Neue Folge 15 (1938), S. 76–81
- Ludwig Wülker (Hrsg.), Heinrich von Treitschke: Deutsche Geschichte 1806 - 1847 (= Deutsche Geschichte im 19. Jahrhundert), Sonderdruck für den Luftwaffenführungsstab Ic/VIII, Bielefeld; Leipzig: Velhagen & Klasing, [1941]